# Lewalu
Lewalu is een bestuurslaag in het regentschap Alor van de provincie Oost-Nusa Tenggara, Indonesië. Lewalu telt 657 inwoners (volkstelling 2010).